# Heze (Shandong)
Heze léase Jo-Tsé (en chino: 菏泽市,pinyin: Hézéshì) es una ciudad-prefectura en la provincia de Shandong, República Popular  China. Su área es de 12 239 km² y su población total es de 8 795 939 según el censo de 2020. Limita con Jining al este y con las provincias de Henan y Anhui, al oeste y al sur respectivamente. El nombre antiguo de Heze era Caozhou (曹州; Caozhou) hoy, una parte de la ciudad lleva ese nombre.

## Administración
El área de Haze se divide en 8 condados:
- Condado Dingtao (定陶县)
- Condado Cao  (曹县)
- Condado Chengwu  (成武县)
- Condado Shan  (单县)
- Condado Juye  (巨野县)
- Condado Yuncheng  (郓城县)
- Condado Juancheng  (鄄城县)
- Condado Dongming (东明县)

Estos se administran en 158 divisiones menores.

## Clima
Heze tiene un clima influenciado por los monzones que se encuentra entre las zonas continentales subtropicales húmedos, con cuatro estaciones bien definidas. La ciudad es cálida y casi sin lluvia en primavera, calurosa y húmeda en verano, fresca en el otoño y fría y seca en invierno. La temperatura media anual es de 13,74 °C, con una temperatura promedio que van desde -0.9 °C  en enero a 26,8 °C en julio. Casi el 70% de la precipitación anual se produce a partir de junio a septiembre. La ciudad recibe 2411 horas de al año.
| Parámetros climáticos promedio de Heze (1971–2000)              | Parámetros climáticos promedio de Heze (1971–2000) | Parámetros climáticos promedio de Heze (1971–2000) | Parámetros climáticos promedio de Heze (1971–2000) | Parámetros climáticos promedio de Heze (1971–2000) | Parámetros climáticos promedio de Heze (1971–2000) | Parámetros climáticos promedio de Heze (1971–2000) | Parámetros climáticos promedio de Heze (1971–2000) | Parámetros climáticos promedio de Heze (1971–2000) | Parámetros climáticos promedio de Heze (1971–2000) | Parámetros climáticos promedio de Heze (1971–2000) | Parámetros climáticos promedio de Heze (1971–2000) | Parámetros climáticos promedio de Heze (1971–2000) | Parámetros climáticos promedio de Heze (1971–2000) |
| Mes                                                             | Ene.                                               | Feb.                                               | Mar.                                               | Abr.                                               | May.                                               | Jun.                                               | Jul.                                               | Ago.                                               | Sep.                                               | Oct.                                               | Nov.                                               | Dic.                                               | Anual                                              |
| --------------------------------------------------------------- | -------------------------------------------------- | -------------------------------------------------- | -------------------------------------------------- | -------------------------------------------------- | -------------------------------------------------- | -------------------------------------------------- | -------------------------------------------------- | -------------------------------------------------- | -------------------------------------------------- | -------------------------------------------------- | -------------------------------------------------- | -------------------------------------------------- | -------------------------------------------------- |
| Temp. máx. media (°C)                                           | 4.4                                                | 7.3                                                | 13.3                                               | 21.3                                               | 26.5                                               | 31.2                                               | 31.4                                               | 30.4                                               | 26.5                                               | 21.1                                               | 13.4                                               | 6.4                                                | 19.4                                               |
| Temp. mín. media (°C)                                           | −4.7                                               | −2.4                                               | 2.5                                                | 9.4                                                | 14.6                                               | 19.9                                               | 23.0                                               | 21.9                                               | 16.5                                               | 10.0                                               | 3.0                                                | −2.9                                               | 9.2                                                |
| Precipitación total (mm)                                        | 8.4                                                | 10.1                                               | 23.7                                               | 30.6                                               | 49.6                                               | 75.6                                               | 166.5                                              | 129.3                                              | 64.1                                               | 39.3                                               | 17.4                                               | 10.1                                               | 624.7                                              |
| Días de precipitaciones (≥ 0.1 mm)                              | 2.6                                                | 3.7                                                | 5.3                                                | 5.7                                                | 6.6                                                | 8.0                                                | 11.8                                               | 9.0                                                | 7.2                                                | 6.0                                                | 4.3                                                | 3.6                                                | 73.8                                               |
| Horas de sol                                                    | 159.0                                              | 151.2                                              | 191.9                                              | 226.8                                              | 257.7                                              | 252.1                                              | 213.3                                              | 217.5                                              | 204.4                                              | 206.6                                              | 173.7                                              | 156.8                                              | 2411                                               |
| Humedad relativa (%)                                            | 68                                                 | 64                                                 | 63                                                 | 63                                                 | 66                                                 | 65                                                 | 80                                                 | 83                                                 | 77                                                 | 73                                                 | 71                                                 | 69                                                 | 70.2                                               |
| Fuente: China Meteorological Administration 22 de junio de 2010 |                                                    |                                                    |                                                    |                                                    |                                                    |                                                    |                                                    |                                                    |                                                    |                                                    |                                                    |                                                    |                                                    |